# Energetic
Energetic – dwudziesty ósmy singel koreańskiej piosenkarki BoA. Singel został wydany w styczniu 2010 roku.
Singel umieszczono na albumie BoA.

## Lista utworów
- CD singel, singel promocyjny (styczeń 2010)[1]

1. „Energetic” – Mike Rizzo Funk Generation Radio Edit
2. „Energetic” – Razor N Guido Radio Edit
3. „Energetic” – Original Radio Edit
4. „Energetic” – Mike Rizzo Funk Generation Club Mix
5. „Energetic” – Mike Rizzo Funk Generation Dub Mix
6. „Energetic” – Razor N’ Guido Club Mix
7. „Energetic” – Razor N’ Guido Duhb
8. „Energetic” – Razor N’ Guido Instrumental

## Notowania na Listach przebojów
| Kraj              | Lista (2010)                        | Najwyższa pozycja |
| ----------------- | ----------------------------------- | ----------------- |
| Stany Zjednoczone | U.S. Billboard Hot Dance Club Songs | 17                |
| Bułgaria          | Top 20                              | 17                |